# NGC 7816
NGC 7816 é uma galáxia espiral (Sbc) localizada na direcção da constelação de Pisces. Possui uma declinação de +07° 28' 42" e uma ascensão recta de 0 horas, 03 minutos e 49,0 segundos.
A galáxia NGC 7816 foi descoberta em 26 de Setembro de 1785 por William Herschel.